# گروه چهارم جام ملت‌های اروپا ۲۰۱۶
مسابقات گروه D جام ملت‌های اروپا ۲۰۱۶ در تاریخ ۱۲ ژوئن ۲۰۱۶ آغاز می‌شود و در تاریخ ۲۱ ژوئن ۲۰۱۶ به پایان می‌رسد. این گروه شامل تیم‌های اسپانیا، جمهوری چک، ترکیه و کرواسی می‌باشد. در این گروه فقط تیم اسپانیا سه بار (۱۹۶۴-۲۰۰۸-۲۰۱۲)و تیم چک تنها یک بار و با نام چکسلواکی (۱۹۷۶) قهرمان اروپا شدند.

## تیم‌ها
| موقعیت قرعه‌کشی | تیم     | طرز راه‌یابی            | حضور نهایی | آخرین حضور            | بهترین حضور پیشین                                                            | ضریب یوفا اکتبر ۲۰۱۵ | رده‌بندی جهانی فیفا ژوئن ۲۰۱۶ |
| -------------- | ------- | ---------------------- | ---------- | --------------------- | ---------------------------------------------------------------------------- | -------------------- | ---------------------------- |
| D1             | اسپانیا | برنده Group C          | 10ام       | جام ملت‌های اروپا ۲۰۱۲ | قهرمان (جام ملت‌های اروپا ۱۹۶۴، جام ملت‌های اروپا ۲۰۰۸، جام ملت‌های اروپا ۲۰۱۲) | ۲                    | ۶                            |
| D2             | چک      | برنده Group A          | 6ام        | جام ملت‌های اروپا ۲۰۱۲ | Runners-up (جام ملت‌های اروپا ۱۹۹۶)                                           | ۱۵                   | ۳۰                           |
| D3             | ترکیه   | Best third-placed team | 4ام        | جام ملت‌های اروپا ۲۰۰۸ | نیم نهایی (جام ملت‌های اروپا ۲۰۰۸)                                            | ۲۲                   | ۱۸                           |
| D4             | کرواسی  | Group H runners-up     | 5ام        | جام ملت‌های اروپا ۲۰۱۲ | یک چهارم نهایی (جام ملت‌های اروپا ۱۹۹۶، جام ملت‌های اروپا ۲۰۰۸)                | ۱۲                   | ۲۷                           |

یادداشت
1. ↑  The UEFA rankings of October 2015 were used for seeding for the final draw.
2. ↑  از ۱۹۶۰ تا ۱۹۹۲، تیم ملی فوتبال جمهوری چک competed as تیم ملی فوتبال چکسلواکی. If those records are included، this is their 9th finals appearance، with their previous best performance being winners in جام ملت‌های اروپا ۱۹۷۶.

## جدول
| رتبه | تیم و   | بازی | ب | م | با | گ‌ز | گ‌خ | ت‌گ | امتیاز | صلاحیت             |
| ---- | ------- | ---- | - | - | -- | -- | -- | -- | ------ | ------------------ |
| ۱    | کرواسی  | ۳    | ۲ | ۱ | ۰  | ۵  | ۳  | ۲+ | ۷      | صعود به مرحله حذفی |
| ۲    | اسپانیا | ۳    | ۲ | ۰ | ۱  | ۵  | ۲  | ۳+ | ۶      | صعود به مرحله حذفی |
| ۳    | ترکیه   | ۳    | ۱ | ۰ | ۲  | ۲  | ۴  | ۲- | ۳      |                    |
| ۴    | چک      | ۳    | ۰ | ۱ | ۲  | ۲  | ۵  | ۳- | ۱      |                    |

اولین مسابقه در تاریخ ۲۳ خرداد ۱۳۹۵ برگزار میشود.
فرمت مسابقات

## مسابقات

### ترکیه - کرواسی
| ترکیه | بازی ۵ | کرواسی |
| ----- | ------ | ------ |
|       | گزارش  |        |

### اسپانیا - جمهوری چک
| اسپانیا | بازی ۸ | چک |
| ------- | ------ | -- |
|         | گزارش  |    |

### جمهوری چک - کرواسی
| چک | بازی ۲۰ | کرواسی |
| -- | ------- | ------ |
|    | گزارش   |        |

### اسپانیا - ترکیه
| اسپانیا | بازی ۲۱ | ترکیه |
| ------- | ------- | ----- |
|         | گزارش   |       |

### جمهوری چک - ترکیه
| چک | بازی ۳۱ | ترکیه |
| -- | ------- | ----- |
|    | گزارش   |       |

### کرواسی - اسپانیا
| کرواسی | بازی ۳۲ | اسپانیا |
| ------ | ------- | ------- |
|        | گزارش   |         |